# Chiaki Ishikawa
Chiaki Ishikawa (Ishikawa Chiaki (石川智晶?); Tokyo, 29 marzo 1969) è una cantante giapponese, voce solista del duo See-Saw.
Oltre alle sue attività con See-Saw, ha composto tre album da solista. Nel 2005 ha cambiato il suo nome di battesimo da 知亜紀 (Chiaki?) a 智晶 (Chiaki?).

## Discografia

### Singoli
- Like an angel/Ame no hi ni koi o shita (uscito il 4 febbraio 2004, prodotto da Avex)
  1. Like an angel (sigla d'apertura di Ningyo no mori)
  2. Ame no hi ni koi o shita (雨の日に恋をした?, Fare l'amore in un giorno di pioggia)
  3. Haru (春?, Primavera)
  4. Like an angel (versione strumentale)
  5. Ame no hi ni koi o shita (雨の日に恋をした?, Fare l'amore in un giorno di pioggia) (versione strumentale)
- Utsukushikereba sore de ii (uscito il 19 aprile 2006, prodotto da Victor Entertainment)
  1. Utsukushikereba sore de ii (美しければそれでいい?, Finché è bello, va bene) (sigla d'apertura dell'anime Simoun)
  2. house
  3. Utsukushikereba sore de ii (美しければそれでいい?, Finché è bello, va bene) (versione strumentale)
  4. house (versione strumentale)
- Namida (uscito il 21 marzo 2007, prodotto da Victor Entertainment)
  1. Namida (涙?, Lacrime) (musica di sottofondo dell'anime Bakumatsu Kikansetsu Irohanihoheto)
  2. Boku no sora ni kisetsu hazure no yuki ga kudaru (僕の空に季節はずれの雪が降る?, Una neve fuori stagione scende nel mio cielo)
  3. Namida (涙?, Lacrime) (versione strumentale)
  4. Boku no sora ni kisetsu hazure no yuki ga kudaru (僕の空に季節はずれの雪が降る?, Una neve fuori stagione scende nel mio cielo) (versione strumentale)
- Uninstall (uscito il 13 giugno 2007, pubblicato da Victor Entertainment)
  1. Uninstall (アンインストール?, An'insutōru) (sigla d'apertura dell'anime Bokurano)
  2. Little Bird
  3. Uninstall (アンインストール?, An'insutōru) (versione strumentale)
  4. Little Bird (versione strumentale)

### Album
- Magnolia (マグノリア?, Magunoria) (uscito il 23 giugno 1999)
  1. Muhyōjō (無表情?, Senza espressione)
  2. Ai no yōna mono (愛のようなもの?, Una cosa come l'amore)
  3. Message
  4. Kokoro no okusoko (心の奥底?, Il profondo del cuore)
  5. Zenshin -karada- (全身 -からだ-?, Corpo -corpo-)
  6. many days many times
- Inner Garden (uscito il 3 dicembre 2003, prodotto da Avex)
  1. Cross
  2. I LOVE ME
  3. Tōkyō no panorama (東京のパノラマ?, Il panorama di Tōkyō)
  4. EDEN
  5. Kasa ni irete yo (傘に入れてよ?, Dividi l'ombrello con me)
  6. Yume o miteita (夢を見ていた?, Sognando)
  7. yesterday
  8. Mana (マナ?, Mana)
  9. Like an angel
  10. Ame no hi ni koi o shita (雨の日に恋をした?, Fare l'amore in un giorno di pioggia)
  11. The other life
  12. garden
- Boku wa Mada Nanimo Shiranai (僕はまだ何も知らない?, Non so ancora niente) (in uscita il 22 agosto 2007, prodotto da Victor Entertainment)
  1. Vermillion (seconda sigla di chiusura dell'anime Bokurano)
  2. Lost Innocent
  3. Uninstall
  4. MISLEAD
  5. Utsukushi Kereba Sore de Ii ~ Full Size Remix
  6. Namida
  7. Boku no Sora ni Kisetsu Hazure no Yuki ga Furu
  8. house
  9. Little Bird (prima sigla di chiusura di Bokurano)
  10. Suisou no Naka no Tetra
  11. I'LL KISS YOU
- Daremo Oshiete Kurenakatta Koto (誰も教えてくれなかったこと?, Cose che nessuno mi ha insegnato) (in uscita il 30 settembre 2009, prodotto da Victor Entertainment)
  1. Prototype
  2. Suna no Ue no Dolphyn (砂の上のドルフィン; Dolphin on the Sands)
  3. Squall
  4. Cloudy (クラウディ)
  5. Rakurui (落涙; Shedding Tears)
  6. Shylpeed (Shylpeed ~シルフィード~)
  7. 49scale
  8. First Pain
  9. Blue Velvet
  10. Daremo Oshiete Kurenakatta Koto (誰も教えてくれなかったこと; Thing That No One Taught Me)
  11. Taiyou (太陽; Sun)
  12. 1/2

### Contributi
- "Shinjite" (信じて?, Credi) di Yumi Endō (testo)
- "Bokutachi no START" (僕たちのスタート?, La nostra partenza) di Hironobu Kageyama (testo e musica)
- "blast of wind" di Saori Kiuji (testo)
- "MIND GAME", "Konnichi wa kinō no asu" (今日は昨日の明日?, Oggi è lo ieri di domani), "Takaramono" (たからもの?, Tesoro) di Aki Kudō (testi)
- "Ai ni kite" (逢いにきて?, Vieni ad incontrarmi) (testo)
- "Ima, kono shunkan ga subete" (今、この瞬間がすべて?, Ora questo istante è tutto) di Sōichirō Hoshi (testo)